# Скадовська сільська рада
Скадо́вська сільська́ ра́да — адміністративно-територіальна одиниця та орган місцевого самоврядування в Чаплинському районі Херсонської області. Адміністративний центр — село Скадовка.

## Загальні відомості
- Територія ради: 90 км²
- Населення ради: 1 067 осіб (станом на 2001 рік)

## Населені пункти
Сільській раді підпорядковані населені пункти:
- с. Скадовка
- с. Білоцерківка

## Склад ради
Рада складається з 12 депутатів та голови.
- Голова ради: Мартошенко Василь Григорович
- Секретар ради: Боцьора Юрій Ігорович

### Керівний склад попередніх скликань
| Прізвище, ім'я, по батькові  | Основні відомості                                                         | Дата обрання | Дата звільнення |
| ---------------------------- | ------------------------------------------------------------------------- | ------------ | --------------- |
| Пастухов Петро Григорович    | Сільський голова, 1950 року народження, безпартійний                      | 26.03.2006   | 31.10.2010      |
| Мартошенко Василь Григорович | Сільський голова, 1965 року народження, освіта вища, член Партії регіонів | 31.10.2010   |                 |

Примітка: таблиця складена за даними сайту Верховної Ради України

### Депутати
За результатами місцевих виборів 2010 року депутатами ради стали:

#### За суб'єктами висування
| Суб'єкт висування                                       | Кількість обраних депутатів | %    |
| ------------------------------------------------------- | --------------------------- | ---- |
| Партія регіонів                                         | 6                           | 50   |
| Політична партія Всеукраїнське об'єднання «Батьківщина» | 4                           | 33,3 |
| Комуністична партія України                             | 2                           | 16,7 |

#### За округами
| № округу                                                | Прізвище, ім'я, по батькові      | Дата визнання обраним | Освіта             | Партійна приналежність                        | Відомості про обраного депутата                                 |
| ------------------------------------------------------- | -------------------------------- | --------------------- | ------------------ | --------------------------------------------- | --------------------------------------------------------------- |
| Комуністична партія України                             |                                  |                       |                    |                                               |                                                                 |
| 8                                                       | Худяков Іван Анатолійович        | 02.11.2010            | вища               | позапартійний                                 | СТОВ «Нива», тракторист                                         |
| 11                                                      | Ворона Сергій Миколайович        | 02.11.2010            | вища               | позапартійний                                 | тимчасово не працює                                             |
| Партія регіонів                                         |                                  |                       |                    |                                               |                                                                 |
| 1                                                       | Рижанок Анатолій Михайлович      | 02.11.2010            | середня спеціальна | член Партії регіонів                          | КП «Нива Плюс», директор                                        |
| 2                                                       | Олексенко Лариса Євгеніївна      | 02.11.2010            | вища               | член Партії регіонів                          | Скадовська сільська рада, секретар                              |
| 4                                                       | Сарваров Абдикарім Анварович     | 02.11.2010            | середня            | позапартійний                                 | тимчасово не працює                                             |
| 7                                                       | Гавриленко Алла Миколаївна       | 02.11.2010            | середня            | член Партії регіонів                          | Скадовська сільська рада, начальник військово-облікового столу  |
| 10                                                      | Махаддинов Сахадин Умматович     | 02.11.2010            | вища               | позапартійний                                 | Скадовська сільська рада, організатор культурно-масових заходів |
| 12                                                      | Глущенко Віталій Геннадійович    | 02.11.2010            | середня            | член Партії регіонів                          | тимчасово не працює                                             |
| Політична партія Всеукраїнське об'єднання «Батьківщина» |                                  |                       |                    |                                               |                                                                 |
| 3                                                       | Молода Катерина Михайлівна       | 02.11.2010            | вища               | член Всеукраїнського об'єднання «Батьківщина» | пенсіонер                                                       |
| 5                                                       | Лаірієнко Віталіна Вікторівна    | 02.11.2010            | вища               | член Всеукраїнського об'єднання «Батьківщина» | Скадовська загальноосвітня школа, вчитель                       |
| 6                                                       | Дзьоба Галина Володимирівна      | 02.11.2010            | середня спеціальна | член Всеукраїнського об'єднання «Батьківщина» | Скадовська загальноосвітня школа, бібліотекар                   |
| 9                                                       | Нагнибіда Катерина Володимирівна | 02.11.2010            | вища               | член Всеукраїнського об'єднання «Батьківщина» | Скадовська загальноосвітня школа, технічний працівник           |

## Населення
Згідно з переписом УРСР 1989 року чисельність наявного населення сільської ради становила 952 особи, з яких 450 чоловіків та 502 жінки.
За переписом населення України 2001 року в сільській раді мешкало 1057 осіб.

### Мова
Розподіл населення за рідною мовою за даними перепису 2001 року:
| Мова       | Відсоток |
| ---------- | -------- |
| українська | 73,57 %  |
| російська  | 4,78 %   |
| молдовська | 0,47 %   |
| білоруська | 0,37 %   |
| інші       | 20,81 %  |